# Édouard Dalmayrac
Édouard Dalmayrac était un homme politique français de Nouvelle-Calédonie, d'obédience radicale, franc-maçonne, laïque et républicaine, né le 15 décembre 1888 à Pouembout, dans un camp dirigé par l'administration de la transportation, en Nouvelle-Calédonie. Il est mort, le 22 mai 1968, à La Foa. Il fut maire de Nouméa en 1935 et de 1943 à 1947.  

## Origines et famille
Édouard Dalmayrac était le fils de Jean-Baptiste Dalmayrac, né en 1850 au Monastère près de Rodez, dans le département de l'Aveyron et transporté au bagne de Nouvelle-Calédonie en 1878 pour subir la condition de concessionnaire forcé à Pouembout. Jean-Baptiste Dalmayrac, condamné pour crime passionnel, y exerça les professions de forgeron et maréchal-ferrant avant de décéder en 1900, dans cette localité. On lui devrait les croix, dites occitanes, en fer forgé du cimetière de Pouembout. 
Orphelin de père à l'âge de 11 ans, Edouard Dalmayrac était l'aîné d'une fratrie totalisant quatre frères et une sœur dont les deux plus jeunes frères furent pharmaciens à Toulon. Son frère cadet, Roméo (1894-1904 ?), décéda à Nouméa alors qu'il était encore un enfant. Le fait de se retrouver chef de famille si jeune, dans une Nouvelle-Calédonie si dure et si inique pour certains, conditionna certainement son engagement politique.
Il s'est porté volontaire pour aller combattre en France métropolitaine dans les tranchées de la Première Guerre Mondiale. Il en revint sergent.
Il a épousé Alice Delorme avec qui il a eu deux garçons, Édouard (né en 1926) et Alain (né en 1928), et deux filles, Andrée (née en 1930) et Josette (née en 1925). Cette dernière était l'épouse du Tahitien d'origine Charles Frogier, volontaire du Bataillon du Pacifique qui avait participé à la grande bataille de Bir Hakeim en 1942 contre les troupes germano-italiennes de l'Axe. Édouard Dalmayrac père est ainsi le grand-père de Pierre Frogier, futur député de la Nouvelle-Calédonie de 1996 à 2011 puis sénateur à partir de 2011, président du gouvernement de la Nouvelle-Calédonie de 2001 à 2004, du Congrès de la Nouvelle-Calédonie de 1995 à 1997 et de 2007 à 2009 et de l'Assemblée de la Province Sud de 2009 à 2012, ainsi que président du Rassemblement-UMP, un des principaux partis de la droite anti-indépendantiste de l'archipel, de 2005 à 2018. 

## Carrière militaire et professionnelle
Édouard Dalmayrac a participé à la Première Guerre mondiale au sein du Bataillon du Pacifique. Il a d'ailleurs ensuite été membre, jusqu'à son décès, du bureau de l'Amicale des combattants de la Grande Guerre 1914-1918 - Amicale des anciens combattants (qu'il a présidé). 
D'abord jeune employé dans une grande enseigne sur la place des Cocotiers de Nouméa, il se lança dans le commerce et monta notamment son épicerie au coin des rues Austerlitz et Anatole-France, à l'endroit connu  sous le nom de magasin Bui Duyet. Mais l'action politique, sociale et humaniste fut sa véritable activité. Son épicerie, point de ralliement de ses amis politiques, fit dire à ses pires ennemis que les communistes s'y rassemblaient jusqu'en 1947 alors que sa mouvance était différente de celle des communistes orthodoxes de Jeanne Tunica y Casas. Le journaliste Édouard Dalmayrac travaillait quand il le pouvait à l'écriture et à la préparation d'un journal qu'il animait, soutenu notamment par son frère d'armes des tranchées de la guerre de 1914-1918, Florindo Paladini, le meneur communiste stalinien local et dirigeant de l'Association des amis de l'URSS créée en 1941 à Nouméa, et par Monsieur Bourdinat, descendant d'un déporté politique de la Commune de Paris en 1871 dont la famille, de père en fils, avait toujours, à l'instar de l'avocat Gaston Bourdinat, milité contre l'injustice et l'exploitation humaine en Nouvelle-Calédonie.  
Il développa et modernisa la Caisse d'Epargne dont il fut le président du conseil d'administration à la fin de sa vie. 

## À la mairie de Nouméa
Édouard Dalmayrac est adjoint aux maires de Nouméa successifs Pierre Vernier, Pierre Jeannin et Ernest Massoubre, de 1929 à 1943. Élu une première fois pour remplacer Pierre Jeannin comme premier magistrat du chef-lieu de la Nouvelle-Calédonie le 13 mai 1935, il décline le jour-même ce mandat et c'est finalement Ernest Massoubre qui prend la charge. Après le décès de ce dernier le 19 octobre 1943, Édouard Dalmayrac accepte cette fois le lendemain de devenir maire pour terminer son mandat qui court jusqu'au 12 mai 1947. 
Lorsqu'il devient maire, Nouméa est déjà fortement marquée par la présence, depuis l'année précédente, des troupes américaines de la Poppy Force du général Alexander Patch, dont le quartier général est notamment installé dans le quartier de l'Anse Vata au sud de la presqu'île. Ce dernier commence d'ailleurs fortement à être mis en valeur sous le mandat d'Édouard Dalmayrac : la route qui y mène est goudronnée en 1944, tandis que la municipalité acquiert dans un échange avec la colonie en 1946 un terrain dans ce quartier afin d'y aménager un nouvel hippodrome. Mais il s'attache surtout à développer des mesures d'assainissement et de sécurité publique : ainsi, la ville crée un bureau d'hygiène en 1945, une brigade de lutte contre l'incendie l'année suivante et termine définitivement de remblayer les marais de la Vallée du Tir au nord du centre-ville. 
Le 12 mai 1947, il laisse la mairie à l'ancien gouverneur gaulliste de la colonie devenue depuis un Territoire d'outre-mer (TOM), Henri Sautot. Il décède à La Foa en 1968. 
Une rue de Nouméa, dans le quartier du Sixième Kilomètre, porte son nom.